# Набиуллин, Александр Фларитович
Набиуллин, Александр Фларитович — профессиональный танцовщик спортивных бальных танцев, пятикратный чемпион Португалии.

## Биография
Родился 23.10.1988 года в городе Бердске (Новосибирская область) в семье Фёдоровой (Кочегаровой) Татьяны Ильиничны, преподавателя детской музыкальной школы по классу хора и вокала и Набиуллина Фларита Фардиновича. По жизненным обстоятельствам воспитывался матерью.
Начал заниматься танцами в возрасте 4 лет у тренеров Куртуковой Натальи Сергеевны и Новожилова Антона Игоревича в студии "Сударушка". По окончании школы учёба в НГИ (Новосибирский Гуманитарный институт) на юридическом факультете (2004-2009г). В это время его тренером был Роман Манжосов. Параллельно с учёбой с 14 лет работает тренером по спортивно-бальным танцам в СК г. Бердска, Новосибирска, с 2009 по 2015 год работа тренером в Хорватии и Португалии, активное участие в чемпионатах Португалии и международных соревнованиях. С 2015 по 2016 год работает тренером в Москве. В 2016 году работает в США на тренерской работе, одновременно продолжает спортивную карьеру в паре с Валерией Рябовой. В 2018 году они решают создать семью. С 2021 года живёт и работает тренером в Москве.

## Карьера
Победитель Межрегионального турнира по спортивным бальным танцам (Новосибирск) 1999г, 2003г, 2005г, чемпион Новосибирской области (2005г, 2006г гг.), 2007г, чемпион Сибири (2006г.), полуфиналист кубка Европы 2011, полуфиналист кубка мира 2012, победы на турнирах в Сербии и Хорватии. В 2006 году присвоено звание КМС (кандидат в мастера спорта). С 2010 года живёт в Португалии, танцует в паре с Барбарой Рибейро (Bárbara Ribeiro). Чемпион Португалии 2010, 2011, 2012, 2013, 2014 гг. Трёхкратный обладатель Кубка Португалии. Полуфиналист Кубков мира и Европы, полуфиналист турниров Всемирной Федерации танцевального спорта (WDSF) по пяти танцам Латиноамериканской программы. В 2010-2015гг тренеры - Колобов Владимир (Россия), Ральф Мюллер и Ольга Мюллер-Омельченко (Германия), Карина Рубио (Испания). В сентябре-декабре 2014 года у Александра и Барбары - восемьдесят первый результат в рейтинге WDSF.
В январе 2015 года получил приглашение из России участвовать в проекте Шоу "Танцы со звёздами" в паре с певицей из Узбекистана Севарой Назархан.
В конце 2015 года переехал в Россию, чтобы продолжить спортивную карьеру с российской партнёршей в Москве, но вскоре Александру поступило предложение тренерской работы в США, с 2016 года он работает в Нью-Йорке и тренируется в паре с Валерией Рябовой.
С 2018 года переходит в категорию "Профессионалы". Является финалистом и призёром крупнейших американских турниров, таких как Yuletide Ball, Philadelphia Dance Championship, Miami Vibe Dance Championship, Washington Open, Yanke Classik, Golden star dance championship, Mariland Dancesport Championship, Eastern United States dance Championship. Также пара Александра и Валерии является полуфиналистом престижнейшего танцевального фестиваля Asia International Dance Championship, проходящего в Гонг-Конге.